# Марк Едмондсон
Марк Едмондсон (енгл. Mark Edmondson; 24. јун 1954) је бивши аустралијски тенисер.
У каријери је освојио један гренд слем турнир — Отворено првенство Аустралије 1976, као 212. играч на АТП листи. Едмондсон држи рекорд као најниже рангирани победник гренд слем турнира од када је АТП ранг листа уведена 1973. године. Последњи је Аустралијанац који је освојио титулу на Аустралијан опену у појединачној конкуренцији.
Стигао је и до полуфинала Вимблдона 1982, а у каријери најбољи пласман на листи му је 15. место. Имао је више успеха у игри парова, где је освојио 34 титуле, укључујући и пет гренд слем турнира.

## Гренд слем финала

### Појединачно 1 (1-0)
| Исход  | Година | Турнир                        | Подлога | Противник | Резултат           |
| Победа | 1976.  | Отворено првенство Аустралије | трава   | Џон Њуком | 6–7, 6–3, 7–6, 6–1 |